# Progglådan
Progglådan är en svensk samlingsbox från 2013 vilken omfattar 40 CD-skivor med tidigare outgivna inspelningar ur Sveriges Radios arkiv med artister tillhörande 1970-talets alternativa svensk musikrörelse, den så kallade proggen. Boxen sammanställdes av musikern Coste Apetrea och släpptes den 25 mars 2013.